# Acrantophis
Acrantophis o boas terrestres de Madagascar es un género de boas de la subfamilia Sanziniinae. Incluye a dos especies de boas medianas endémicas de Madagascar.

## Especies
Se reconocen las siguientes:
- Acrantophis dumerili (Jan, 1860) - Boa de Dumeril[3]
- Acrantophis madagascariensis (Deméril & Bibron, 1844) - Boa de Madagascar meridional[4]